# Égouts de Paris
Pour un article plus général, voir gestion de l'eau à Paris.
Pour les articles homonymes, voir Égout (homonymie).

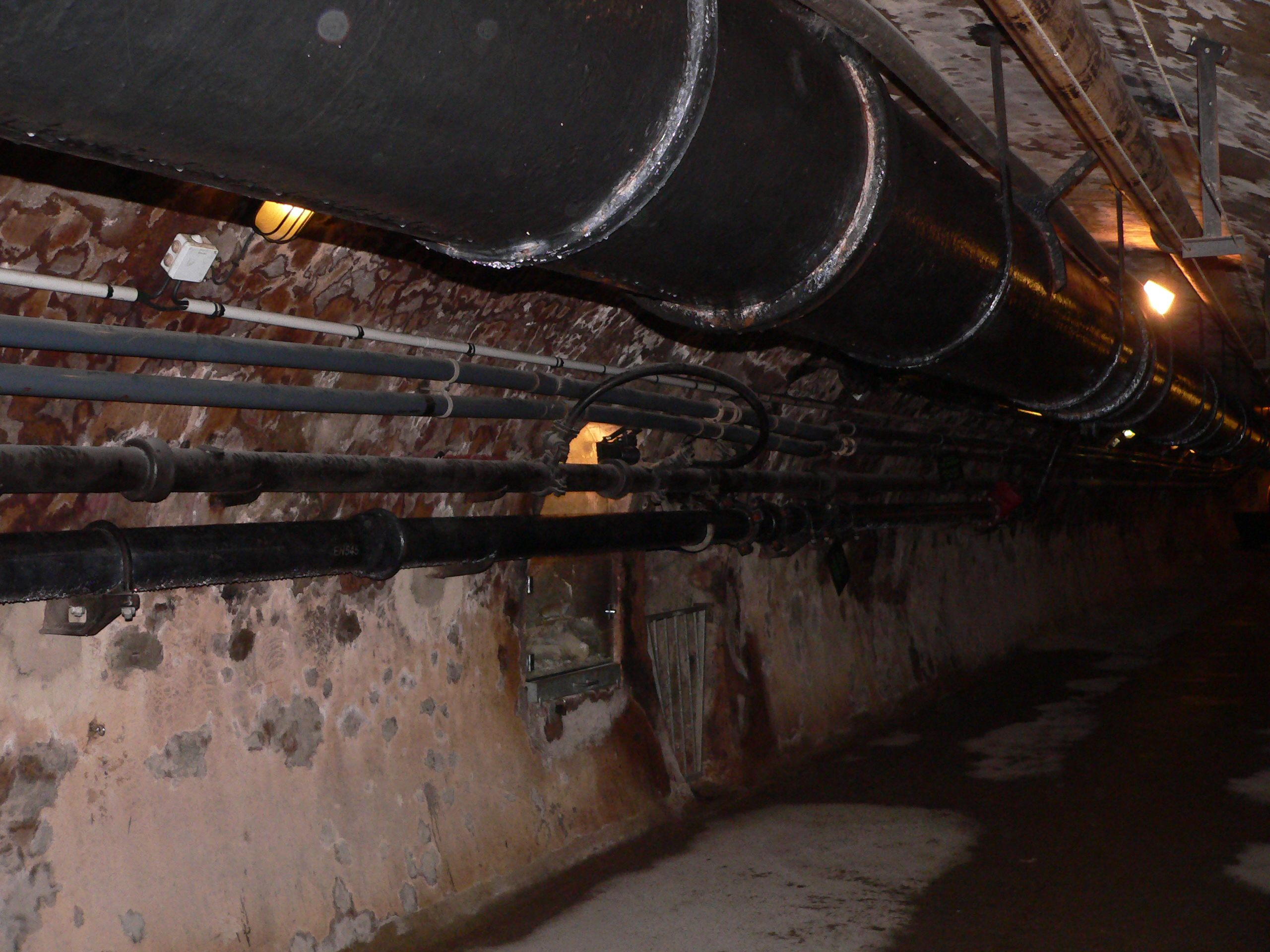
Galerie du musée des Égouts de Paris.

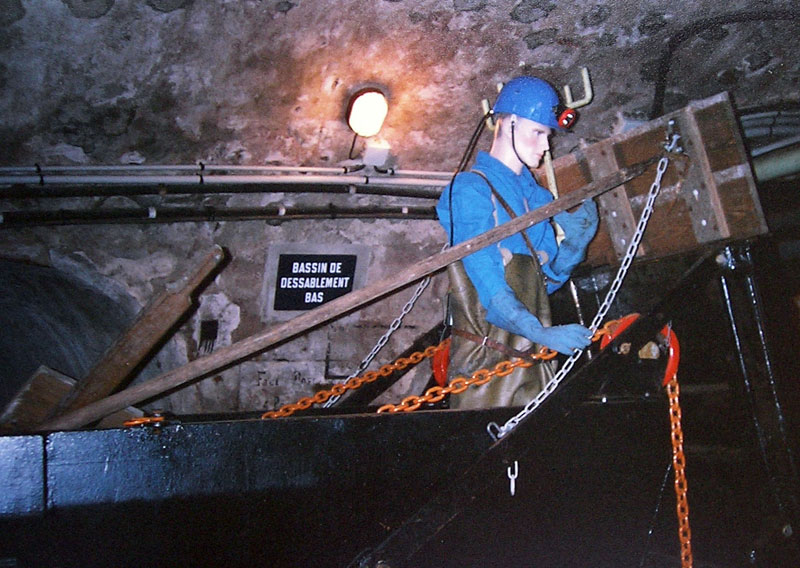
Avant d'un bateau-vanne dans le bassin de dessablement de la galerie Bruneseau.

Longs de près de 2 600 kilomètres, les égouts de Paris constituent l'ensemble des conduits souterrains destinés à collecter et à évacuer les eaux de ruissellement découlant principalement des pluies ainsi que les eaux usées produites par les différentes activités humaines sur le territoire de la ville de Paris.
Décrits dans la littérature comme un lieu obscur et nauséabond (notamment dans Les Misérables où Jean Valjean se perd en 1832), les égouts de Paris ont fortement évolué depuis les travaux entrepris par le préfet Haussmann et l'ingénieur Eugène Belgrand, tous deux à l'origine du réseau contemporain. Sous leur impulsion, toutes les rues de la capitale ont en effet été doublées d'une galerie en sous-sol, faisant alors de Paris l'une des villes les plus modernes au monde sur cet aspect. Ils peuvent se visiter au musée des Égouts.

## Historique

### Le réseau ancien

#### De l'Antiquité au Moyen-Âge
Les premiers égouts construits, durant la période romaine, à Lutèce ont disparu et furent longtemps oubliés. C'est sous l'actuel boulevard Saint-Michel que les Romains construisirent les premiers égouts parisiens. Des vestiges ont été découverts sous les thermes de Cluny lors du percement du boulevard Saint-Michel dans les années 1850.

Égout des thermes de Cluny
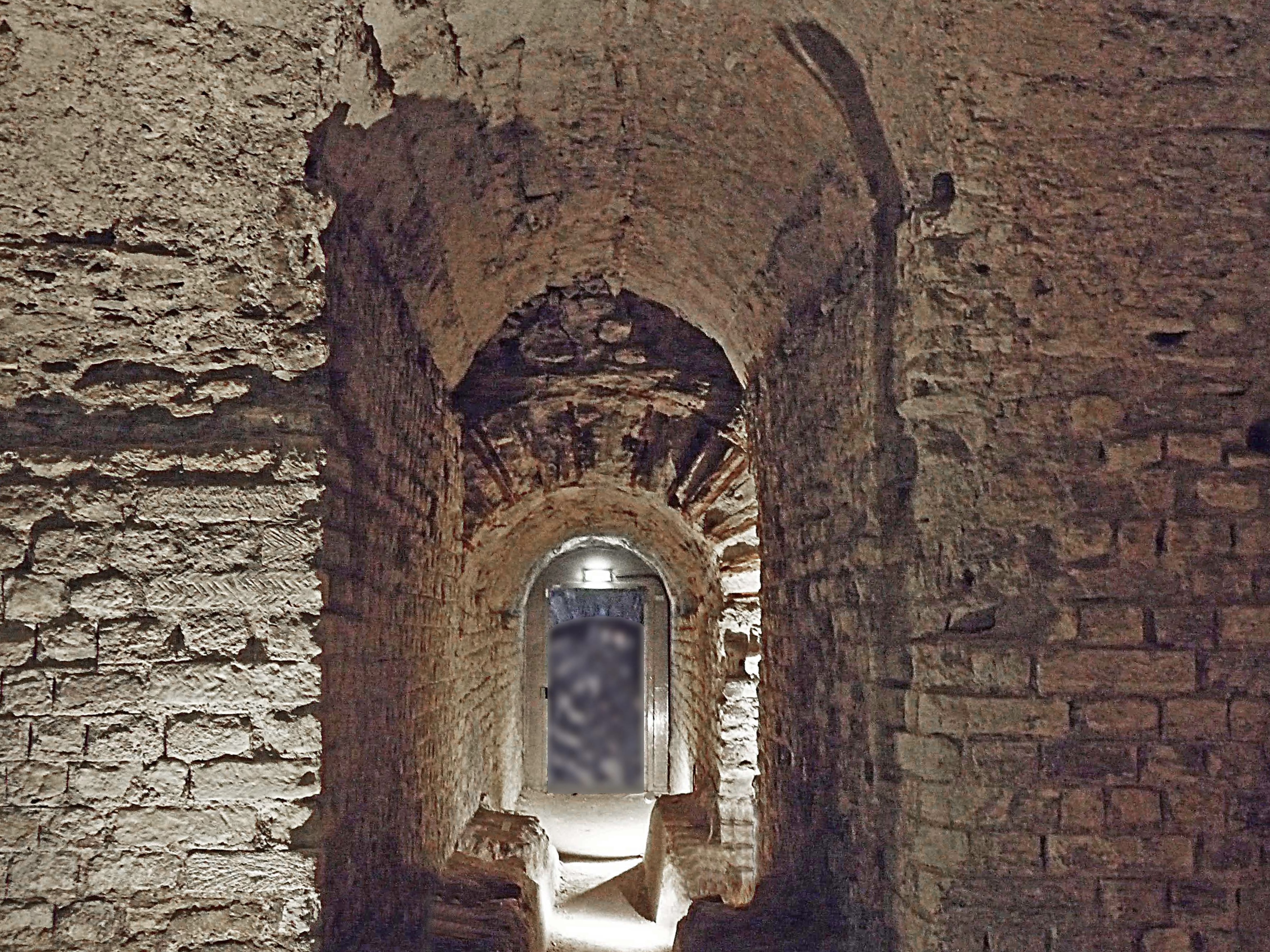
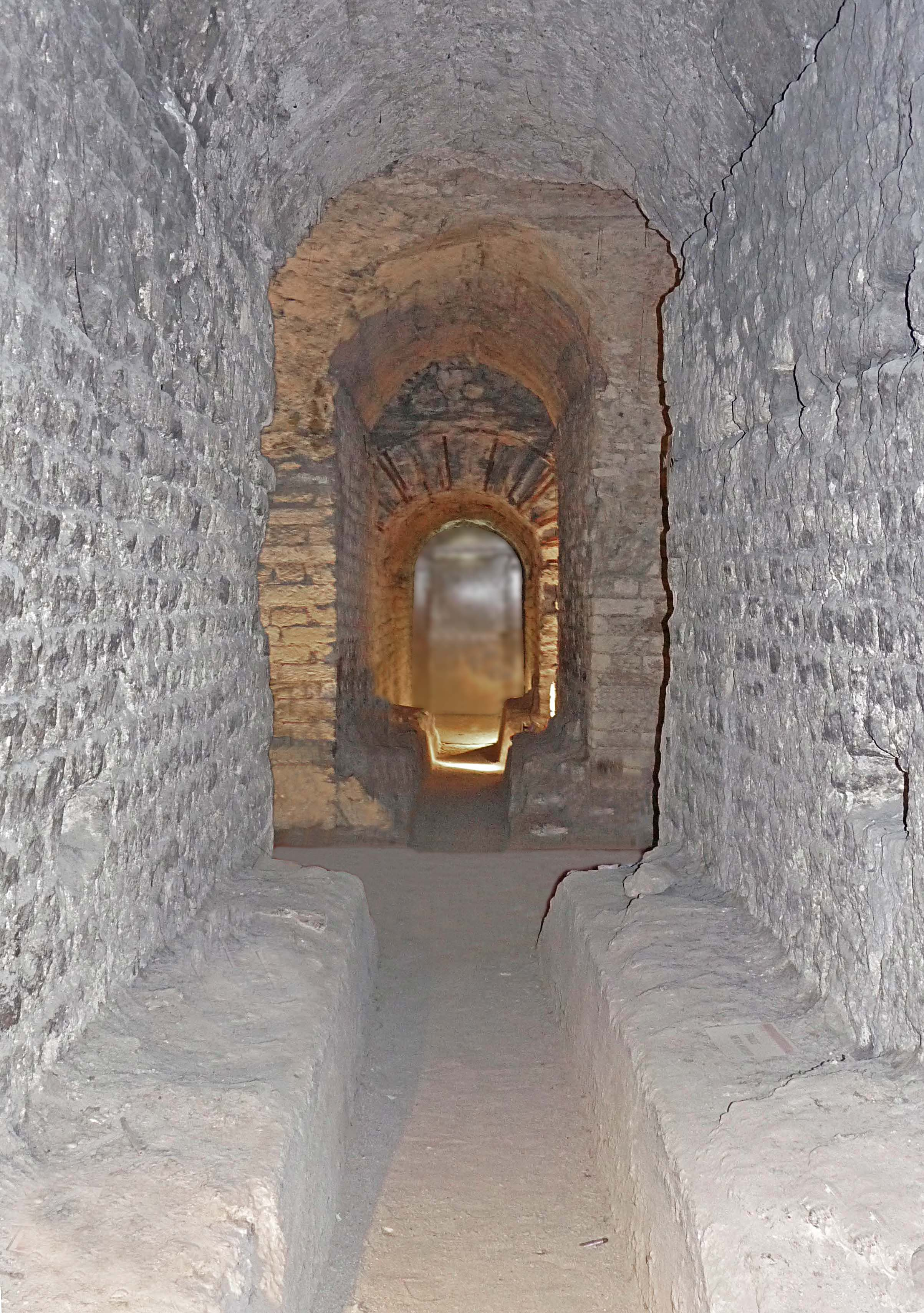

« Oubliés » au fil de l'histoire, ces égouts antiques laissent place au Moyen Âge à une version à ciel ouvert. Vers 1200, Philippe Auguste fait paver les principales rues de Paris avec en leur milieu une rigole d'écoulement. Les rues de Paris sont alors un véritable cloaque dont les eaux stagnantes dégagent des puanteurs. À compter du XIVe siècle apparaissent des égouts à fossés.

#### Rive gauche
Les eaux de la partie est de la montagne Sainte-Geneviève, des faubourgs Saint-Victor et Saint-Marceau se rendaient à la Bièvre en suivant la pente du terrain.
Celles du nord, de l’ouest de la montagne Sainte-Geneviève et du quartier de Saint-Germain-des-Prés s’écoulaient dans la Seine par plusieurs égouts.
Vers 1356, sous le règne du roi Jean II le Bon lorsque l'enceinte fut environnée de fossés, les eaux des égouts depuis la porte de Buci jusqu'à la tour de Nesle, furent introduites dans ces fossés et elles ont continué à suivre la même route, le long de l'égout voûté, qui commençait près de l'École de médecine, et se rendait à la Seine au-dessous du palais des Arts.

#### Rive droite
Un égout recueillant les eaux du quartier du nord-est de l’église Saint-Gervais et jusqu’aux alentours de l’ église Saint-Paul parcourait la rue Saint-Antoine à partir de l’ancienne fontaine de Birague pour se jeter dans la Seine par un égout dit « égout du pont Perrin » près de l’emplacement de l'actuelle rue du Petit-Musc puis dans les fossés de la Bastille après la construction de l’enceinte de Charles V. Le voisinage de cet égout incommodait les Rois de France à leur passage devant l’hôtel Saint-Paul qui était leur résidence. C’est pourquoi il fut détourné en 1412, vers le nord par la culture-Sainte-Catherine, la rue de l'Égout-Sainte-Catherine et celle de Saint-Louis à l’emplacement de l’actuelle rue de Turenne. À l’extrémité de cette rue, l’égout s’orientait vers l’ouest en longeant les murs de l'enclos du Temple. Arrivé à la porte de ce nom, il traversait le fossé de la ville par un canal de maçonnerie, et entrait au-delà de ce fossé, au moyen d'une ouverture faite à la contrescarpe, dans le lit de l'ancien ruisseau de Ménilmontant.
Ce canal qui collectait les eaux des quartiers compris à l'est de la rue du Temple recevait du côté opposé un autre égout dont l'origine était dans la rue Saint-Denis, près du couvent des Filles-Dieu collectant les eaux des quartiers compris à l'ouest de cette rue. Ce deuxième égout suivait la rue actuelle du Ponceau, traversait la rue Saint-Martin, et se prolongeait au bord de la rue du Vert-Bois à l’emplacement de l’actuelle Rue Notre-Dame-de-Nazareth, où existait une passerelle qui a donné son nom au passage du Pont-aux-Biches, jusqu'à son entrée dans le fossé. Ces deux égouts étaient entièrement découverts.
Les eaux du quartier des Halles, situés de l'autre côté de la rue Saint-Denis, se rendaient en suivant la rue du Cadran à l'égout de la rue Montmartre qui fut le premier égout souterrain voûté en maçonnerie construit en 1374 à l’initiative du prévôt Hugues Aubriot. Cet égout se prolongeait par une rigole découverte au-delà de l’enceinte le long de la rue du Faubourg-Montmartre et se jetait dans le grand égout approximativement à l’emplacement de l’actuelle rue de Provence.
En 1636, Paris compte vingt-quatre égouts. Faute d'entretien, ils sont encombrés de boues et d'immondices et fonctionnent donc très mal. Il s'en dégage d'horribles odeurs.

Égouts nord à l’intérieur de l’enceinte vers 1550
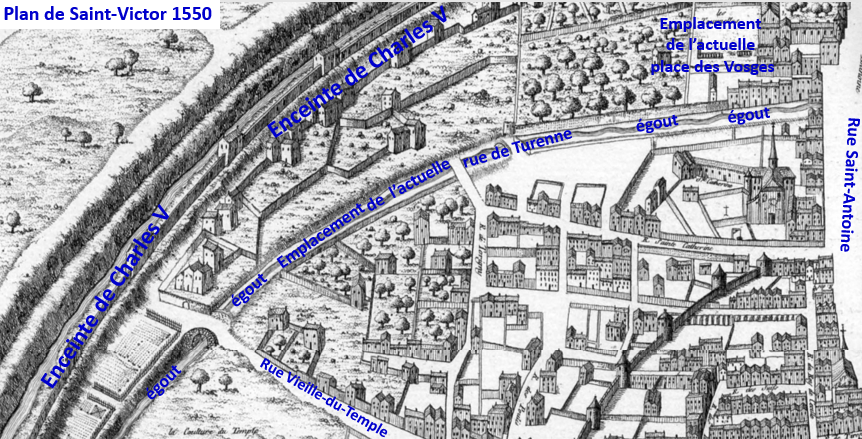
Égout en 1550 dans l’actuel 3e arrondissement.
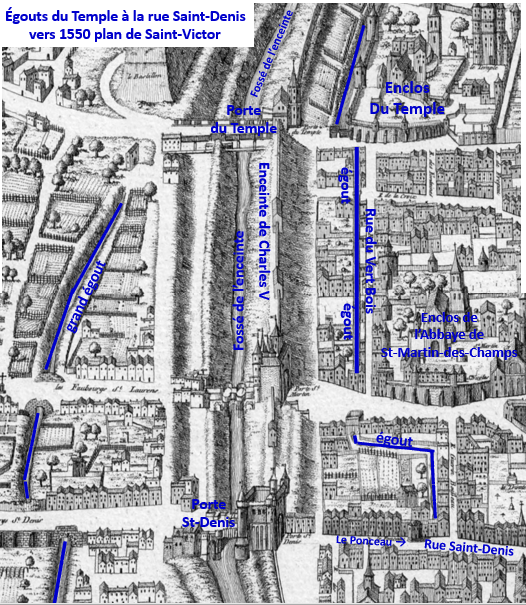
Égouts vers 1550 du Temple à la rue Saint-Denis.
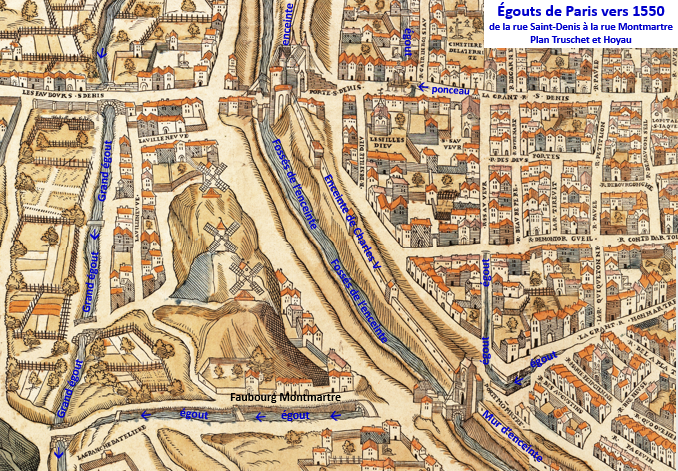
Égouts de la rue Saint-Denis à la rue Montmartre vers 1550.
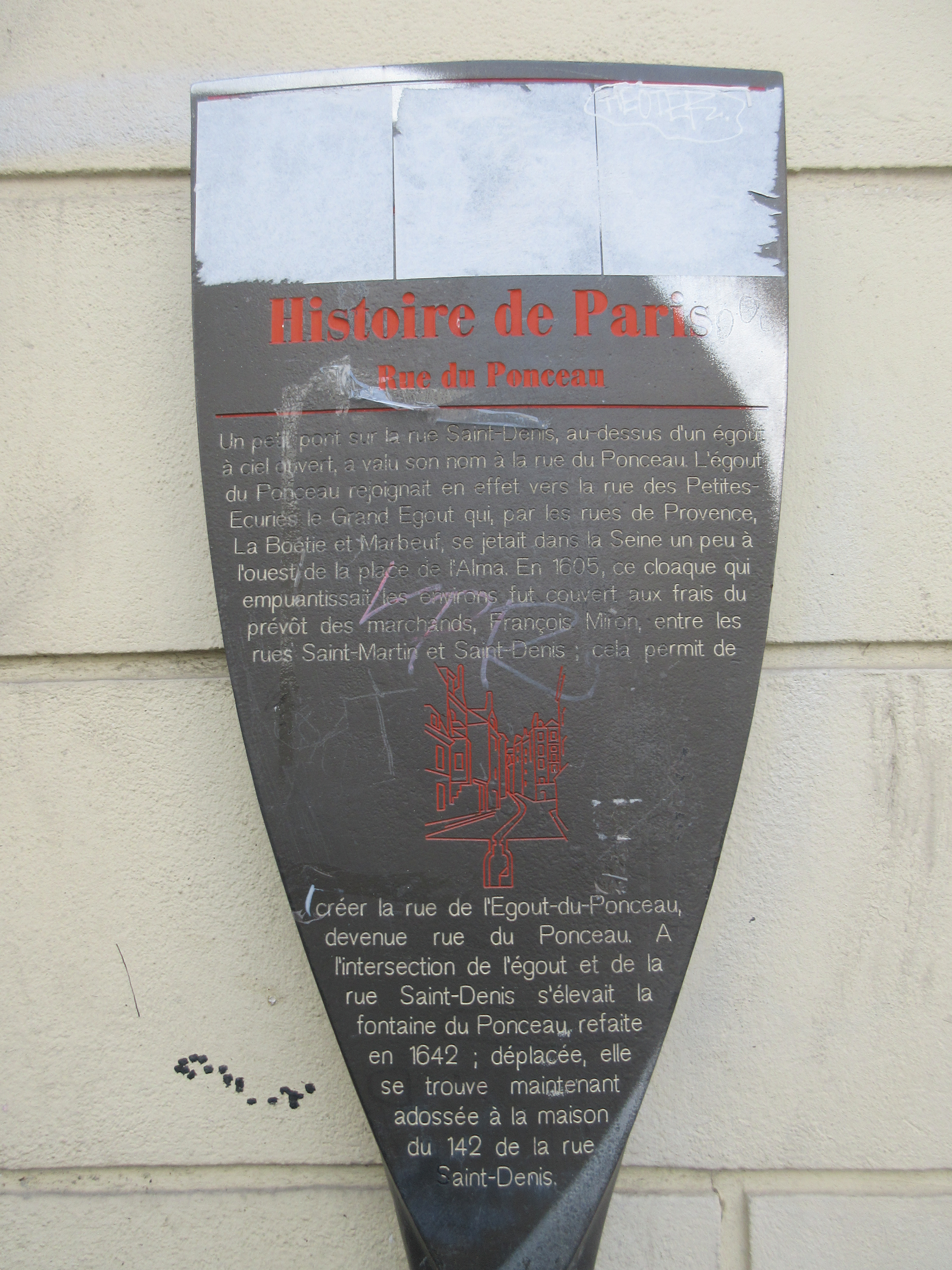
Panneau Histoire de Paris « Rue du Ponceau ».

L’égout de la rue du Ponceau fut recouvert en 1605 par François Miron, celui de la rue Turenne au début du XVIIe siècle. Lors de l'aménagement du bastion Saint-Martin de l'enceinte en 1634 l'égout qui coulait de la rue Saint-Martin à la rue du Temple sous la rue Neuve-Saint-Martin (actuelle rue Notre-Dame-de-Nazareth) dans une direction est-ouest fut recouvert et détourné vers le nord par une galerie sous ce bastion à l'emplacement de l'actuel passage du Pont-aux-Biches puis sous le boulevard Saint-Martin aménagé après 1670 pour se jeter dans le grand égout approximativement à l'angle des actuelles rues de Lancry et du Château-d'eau. L’égout de la rue du Ponceau fut également détourné vers le nord par un écoulement à mi-distance entre les axes des rues Saint-Denis et du Faubourg-Denis et Saint-Martin, Faubourg Saint-Martin, l’égout du Pont-aux-Biches passant sous le boulevard aménagé à la place de l’ancien rempart et non plus sous cet ancien pont.
L’égout de la rue Vieille-du-Temple fut vouté en 1619 jusqu’à la rue des Filles-du-Calvaire et prolongé en 1619 jusqu’au fossé du rempart. Cet égout fut reconstruit en 1718. L'égout de la rue du Faubourg-Montmartre fut recouvert au début du XVIIIe siècle.

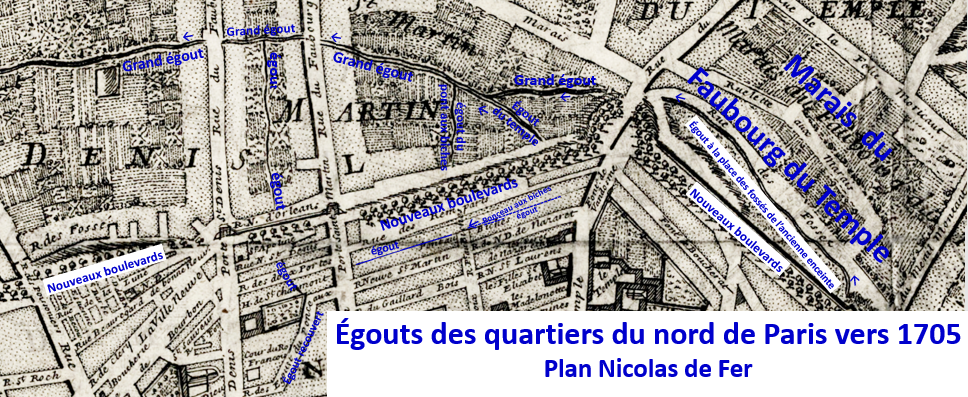
Égouts du nord de Paris en 1700.
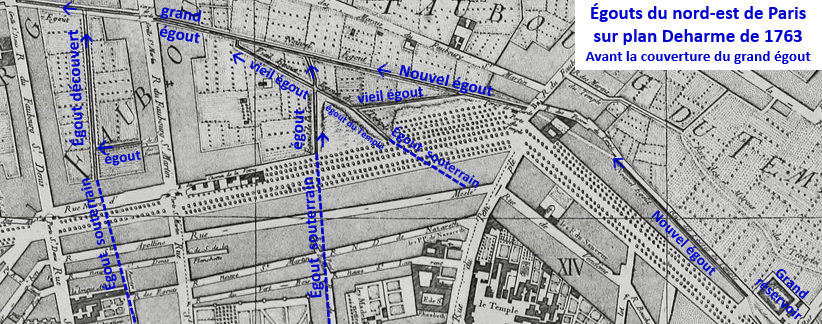
Égouts du nord-est de Paris en 1763.

D’autres égouts voutés furent construits sous l’École Militaire en 1754, sous les Champs-Élysées et la place de Concorde à la même époque, sous la rue de Rivoli sous le Premier Empire.
Jusqu’au début du XIXe siècle seuls les égouts situés au sud d’une ligne suivant approximativement les rues Saint-Antoine et Rue Saint-Honoré, le Palais-Royal, la rue de la Chaussée-d'Antin, s’écoulaient directement dans la Seine, celles d’un immense bassin au nord de cette ligne jusqu’aux hauteurs de Belleville, de Montmartre et de Chaillot se déversaient dans un seul égout de ceinture. Cet égout à très faible pente commençait en face de l’église Saint-Paul, suivait la rue Saint-Antoine vers l'est, puis prenait une direction nord sous l'actuelle rue de Turenne. Cette partie avait été recouverte au début du XVIIe siècle. L’égout rejoignait ensuite le ruisseau de Ménilmontant en passant sous la porte du Temple (emplacement de l’actuelle place de la République) puis, après remplacement du rempart par les boulevards à la fin du XVIIe siècle, sous le Boulevard des Filles-du-Calvaire en longeant ce boulevard puis le boulevard du Temple parallèlement à la rue des fossés du Temple (actuelle rue Amelot) à l'emplacement du fossé de l'ancien rempart. Le ruisseau de Ménilmontant qui suivait l’emplacement des actuelles rues du Château d’Eau, des Petites-Ecuries, rue de Provence, La Boétie, Marbeuf et se jetait dans la Seine près de l’actuel pont de l’Alma avait été canalisé en 1740 et recouvert à partir de 1760 mais cet égout mal entretenu était parfois bouché.
- Le relief et les égouts vers 1810-1830.

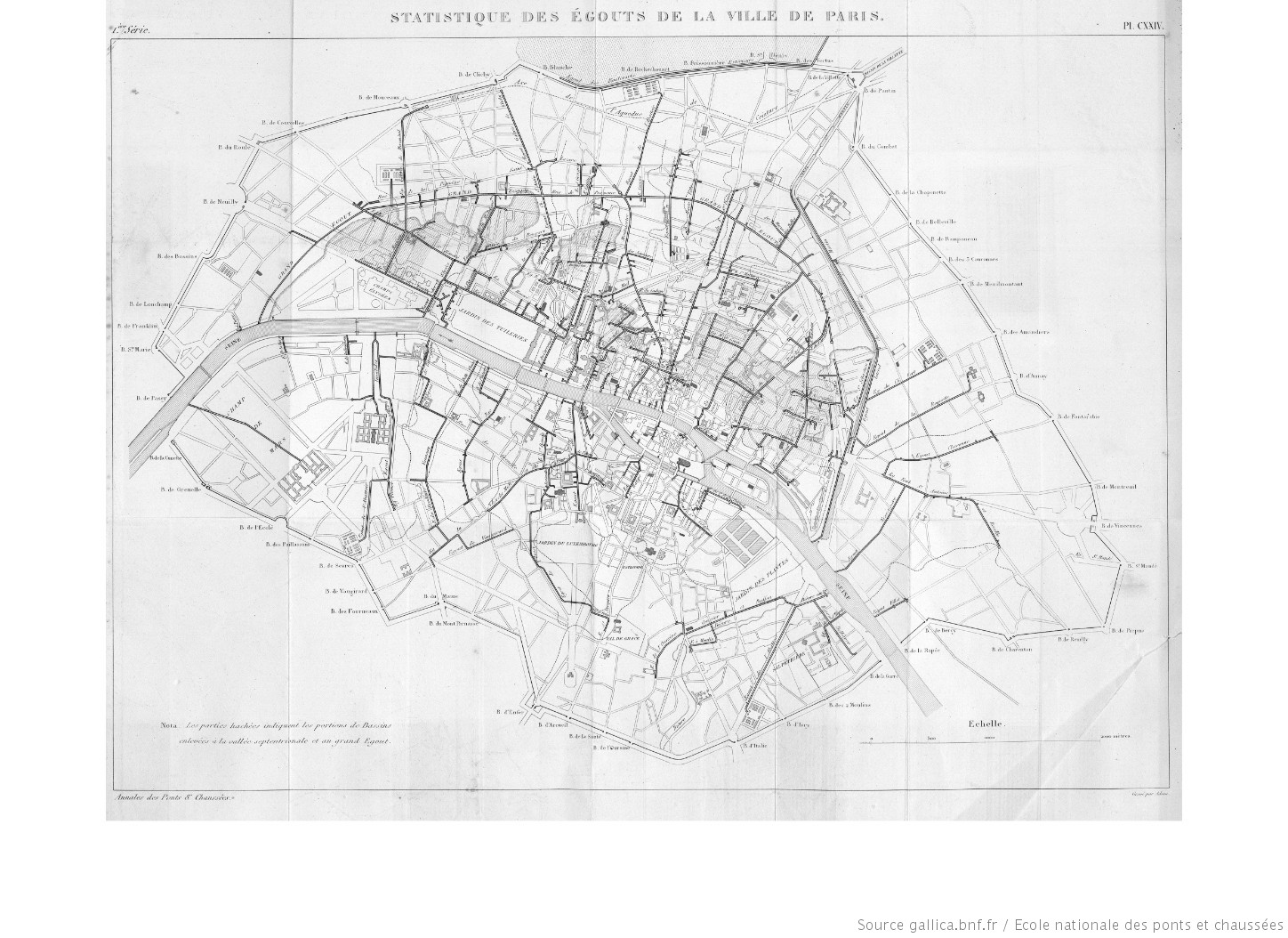
Plan des égouts de Paris en 1836.

#### Première moitié duXIXesiècle
Les égouts sont encore fort peu nombreux au début du XIXe siècle : moins de 50 kilomètres (contre plus de 2 000 à la fin du XXe).
En l'absence d'un réseau d'égouts couvrant l'ensemble de la ville, les urines et matières fécales sont recueillies dans des fosses d'aisances peu étanches qui participent à la dégradation des nappes phréatiques les plus superficielles et à la pollution des eaux des puits. Les fosses d'aisances sont vidées régulièrement par des vidangeurs ; les matières fécales extraites lors des vidanges sont acheminées dans les voiries notamment celle de Montfaucon au pied des Buttes-Chaumont où elles se dessèchent.
La matière ainsi obtenue est ensuite revendue aux agriculteurs comme engrais.
La grande épidémie de choléra de 1832 joue un rôle de déclencheur.
Pour la première fois depuis la période romaine, la ville de Paris entreprend une grande opération d'assainissement. À cette époque, le réseau est très peu développé et mal connu de l'administration de l'époque qui n'en possède pas les plans. L'inspecteur des travaux de la ville de Paris Pierre Emmanuel Bruneseau (1751-1819) entreprit d'ailleurs d'en établir la cartographie tout en tentant d'en réaliser le curage. Il fait l'objet de plusieurs chapitres des Misérables, dans lesquels Victor Hugo lui rend hommage.
En 1832-1833, 14 kilomètres furent créés soit un tiers de ceux existants et en 1853, le réseau atteignait 143 kilomètres, comprenant des liaisons vers la Seine diminuant ainsi l'engorgement du grand égout de ceinture qui datait de 1740.
À partir de 1820, les égouts auparavant bâtis en massive pierre de taille avec une base rectangulaire sont construits de section ovoïde en meulière et ciment avec une moindre épaisseur sans en compromettre la solidité, ce qui en diminue considérablement les frais de construction. Ces nouveaux égouts sont construits avec une hauteur suffisante pour permettre d'y circuler debout et facilite leur curage. La voirie est réaménagée progressivement de chaussée fendue en V avec caniveau axial en chaussée bombée avec trottoirs et caniveaux latéraux. Des bornes-fontaines sont établies au sommet des ilots, ouvertes 2 fois par jour pour le coulage des caniveaux et le nettoiement des trottoirs et chaussées. Cette eau est dirigée à l'égout par un avaloir situé sous trottoir au point bas de chaque îlot en remplacement des grilles disposées au milieu des carrefours.
Ces améliorations apportées sous la Restauration et la monarchie de Juillet restent cependant insuffisantes. Les égouts débordaient lors des averses et la majorité des rues ne disposaient encore d'aucun égout au milieu du XIXe siècle.

### Le réseau contemporain
C'est Eugène Belgrand qui, sous l'impulsion du préfet Haussmann, en adéquation avec les théories hygiénistes, entreprend à partir de 1854 le vaste chantier d'assainissement dont est issu le réseau d'égouts actuel. Des collecteurs sont installés sous les artères nouvellement percées.
Le grand égout est remplacé par 3 grands collecteurs sous le Second-Empire puis 5 vers 1900.
La Bièvre qui servait d’égout principal des quartiers à l'est de la rive gauche jusqu'au milieu du XIXe siècle est également détournée dans des grands collecteurs.
Les immeubles sont contraints par un arrêté d'Eugène Poubelle en 1894 de déverser leurs eaux usées ménagères et les excréments dans le réseau des égouts : c'est le tout-à-l'égout qui supprime les fosses avec leurs vidanges périodiques et les voiries insalubres.
Les égouts eux-mêmes ne se déversent plus dans Paris mais en aval, à Clichy. Pour y parvenir, les réseaux de la rive gauche se rejoignent au pont de l'Alma, où ils passent sous la Seine par un siphon.
La pollution de la Seine par le déversement des égouts pousse les successeurs d'Haussmann à mettre en place un système de décantation (premiers bassins en 1878 à Clichy) et d'épandage (d'abord à Asnières et Gennevilliers). À partir de 1895, les émissaires sont prolongés jusqu'à Achères où les eaux d'égout sont exposées sur des champs d'épandage à Achères même, mais aussi à Pierrelaye et Triel-sur-Seine.
L'année 1930 voit naître les premières usines d'épuration. La plus importante est celle d'Achères (Station d'épuration Seine Aval), mais d'autres stations sont installées sur d'autres sites : Valenton (Station d'épuration Seine Amont), Noisy-le-Grand en Seine-Saint-Denis et Colombes dans les Hauts-de-Seine.
En 1984, un crocodile échappé d'une réserve s'est réfugié dans ces égouts, mais les autorités n'ont pas mis longtemps à le capturer.
À noter également une spécificité parisienne : la ville de Paris abrite un réseau d'acheminement d'eau non potable qui permet d’approvisionner les services municipaux.

## Réseau

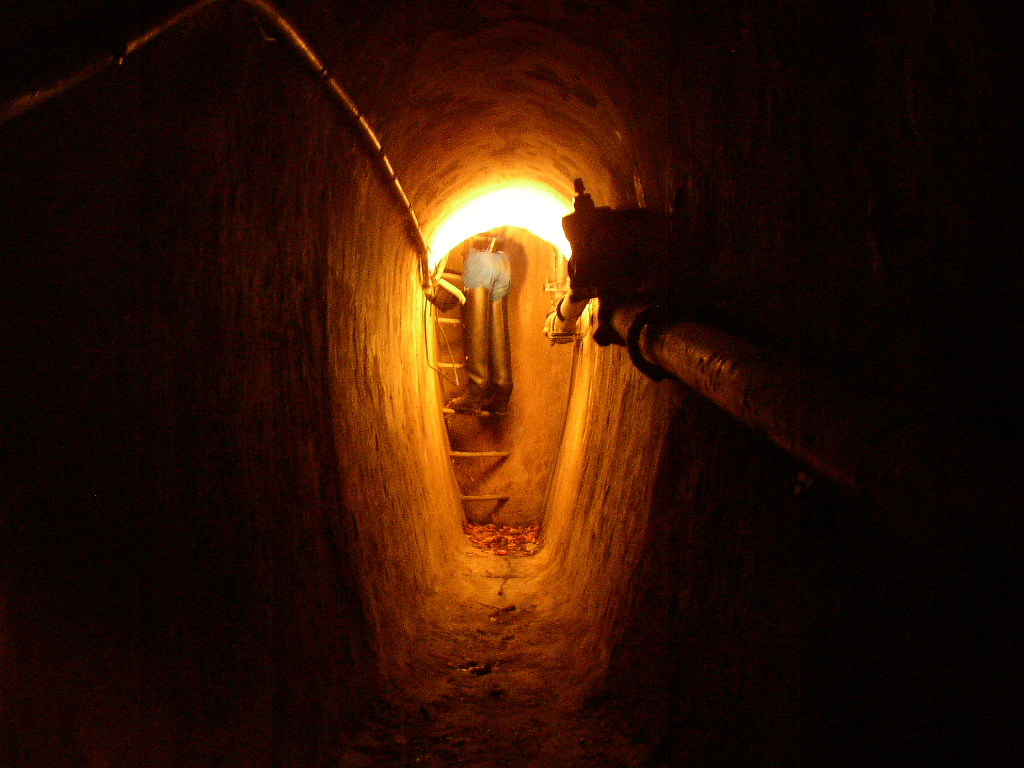
Égout élémentaire de forme ovoïde.

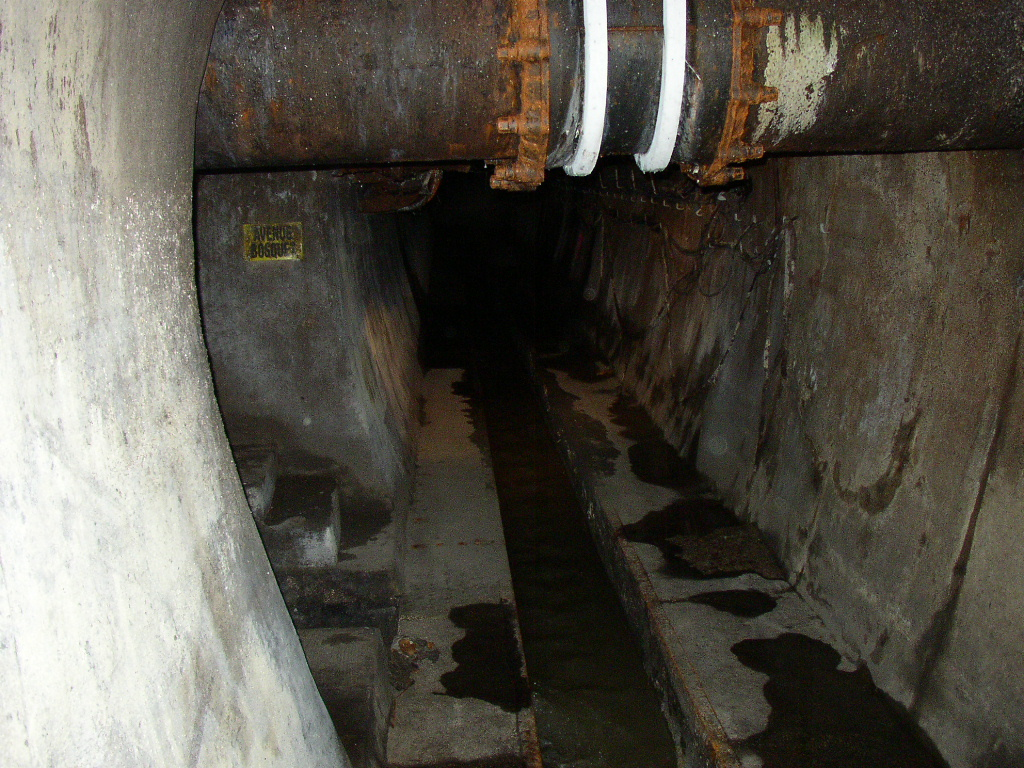
Collecteur Bosquet.

L'ensemble des égouts de Paris est interconnecté selon une hiérarchie :
- branchements particuliers (de chaque immeuble) ;
- égouts élémentaires (1,30 mètre de large), sous chaque rue ;
- collecteurs secondaires (3 mètres de large avec cunette de 1,20 mètre) ;
- collecteurs principaux (de 5 à 6 mètres de large avec cunette de 3,50 mètres), en général sous les boulevards ;
- émissaires (égouts ronds de 2,50 à 6 mètres de diamètre, non visitables) transportant les eaux usées vers les stations d'épuration.

### Caractéristiques
La particularité du réseau d'égouts de Paris tient en trois points indissociables : c'est un réseau unitaire, gravitaire et visitable.
On dit que le système d'égout est unitaire quand les eaux de pluie (venant des gouttières et des avaloirs) et les eaux usées (toilettes, ménagères, industrielles, nettoyage de voirie, fontaines, etc.) sont évacuées ensemble dans les mêmes canalisations.
La très grande majorité du réseau fonctionne sans l'aide de pompes, simplement grâce à la gravité. L'écoulement se fait donc des hauteurs vers les collecteurs longeant la Seine, puis de l'amont (à l'est) vers l'aval (à l'ouest) de la vallée.
Cinq émissaires amènent les eaux usées à l'usine d'Achères (26 kilomètres à l'ouest du centre de Paris), un sixième amène une partie jusqu'à l'usine des Grésillons (Triel-sur-Seine, à 32 kilomètres du centre).
Les 2 400 kilomètres de galeries du réseau d'égouts de Paris sont visitables et entretenus par des équipes d'égoutiers. Un système informatique, TIGRE (Traitement informatisé de la gestion du réseau des égouts), centralise les informations sur l'état physique des ouvrages, que les égoutiers vérifient sur place avec des terminaux portables. Ils inspectent chaque portion du réseau au moins deux fois par an.

#### Entretien

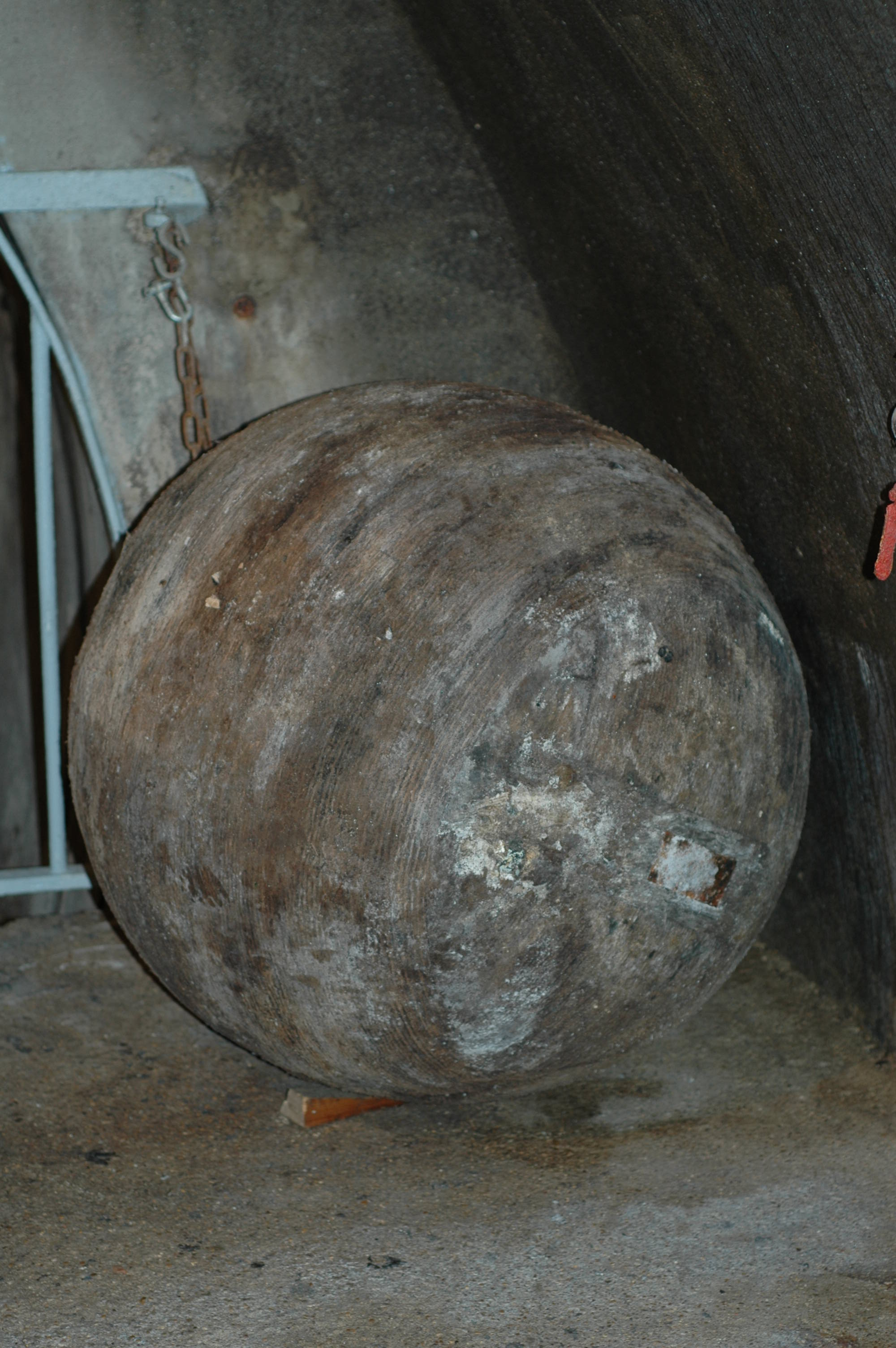
Boule utilisée pour curer un siphon.

Les bateaux-vannes sont des engins de curage naviguant sur les collecteurs principaux : ils pèsent près de cinq tonnes, sont retenus par des chaînes et utilisés pour curer les dépôts solides au fond des plus grands collecteurs.
Les wagons-vannes permettent de curer les collecteurs secondaires (plus étroits que les principaux) en s'appuyant sur les banquettes.
Les siphons permettent de faire passer les eaux usées de part et d'autre de la Seine (par exemple, au niveau du pont de l'Alma ou du pont de la Concorde). Ces siphons étant complètement ennoyés, soit les égoutiers utilisent des boules pour les curer, soit ils les mettent hors service pour procéder manuellement au pompage des bouchons.
Les bassins de dessablement, ou bassins de décantation, sont des portions de collecteur plus profondes et plus larges, permettant de décanter la partie la plus lourde (appelé « bâtard ») des particules solides entraînées dans les égouts. Les dépôts sont pompés périodiquement.
Pour les galeries les plus étroites, des réservoirs de chasse sont utilisés, nettoyant par chasse d'eau.

#### Faune et flore

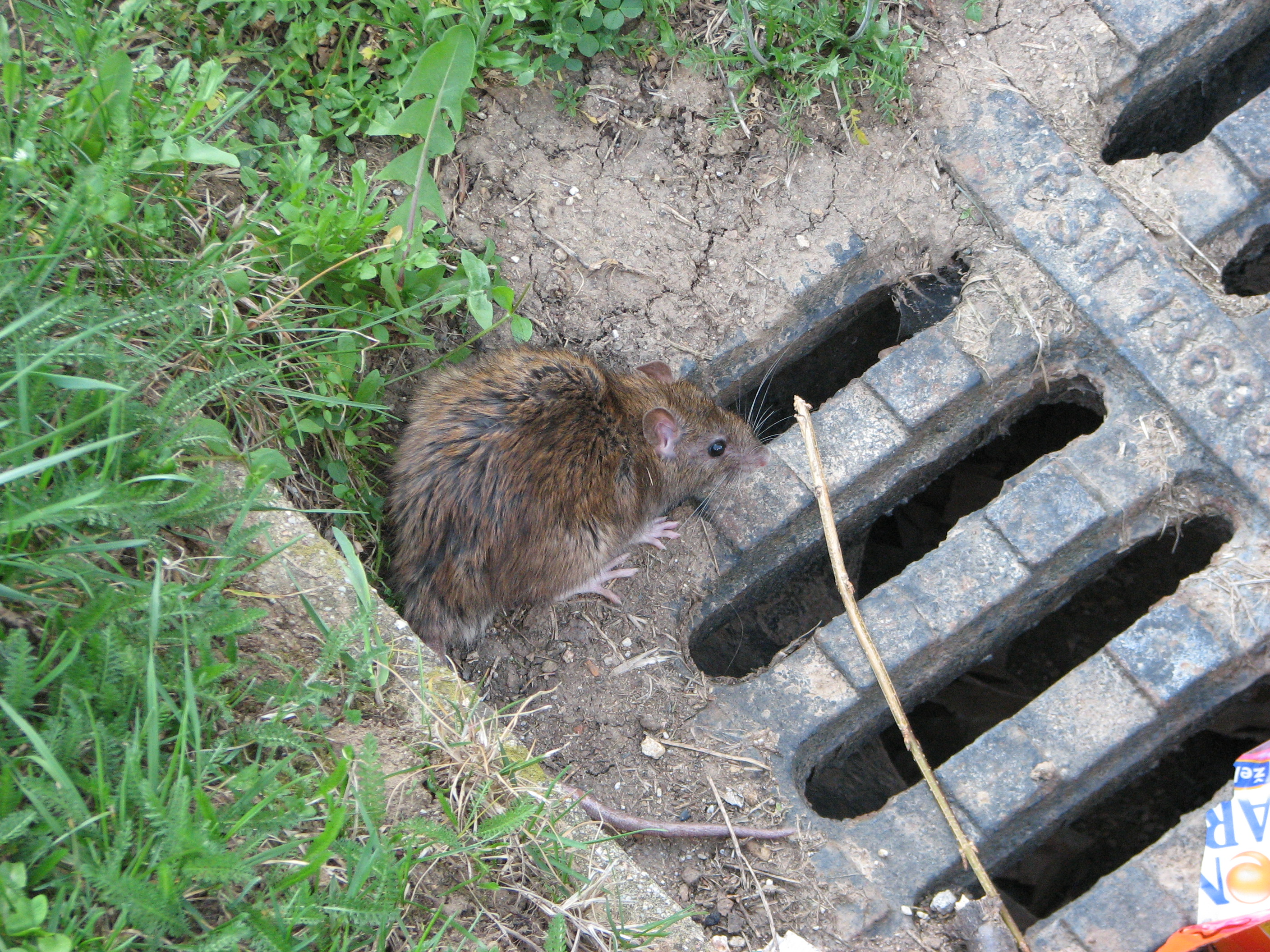
Rat d'égout.

Les égouts forment un milieu où la biodiversité est limitée.
La flore visible est principalement constituée par des champignons, la faune par des rats bruns (appelé aussi surmulot, rat d'égout ou encore rat gris), des blattes (notamment la blatte américaine), des araignées, une variété naine de sauterelle, etc.

### Gestion des eaux pluviales
Les eaux pluviales posent des problèmes spécifiques.
D'une part, elles sont polluées par les polluants atmosphériques (qui donnent des pluies acides chargées de particules) et par ruissellement sur les toits et les chaussées (emportant du zinc, des huiles de vidange, des carburants, des métaux lourds, des poussières de pneu, etc.) : elles doivent donc être traitées avant rejet.
D'autre part, il s'agit d'un volume d'eau supplémentaire très important, risquant de saturer les capacités du réseau et des usines de traitement, et donc d'inonder les points bas de l'agglomération. En cas d'orage violent, le débit des égouts peut atteindre les 300 m3/s (soit le débit moyen de la Seine).
La première solution, encore utilisée en cas d'urgence, est d'utiliser des déversoirs d'orage dans la Seine. Le Code de l'environnement (loi sur l'eau) l'autorise, mais avec déclaration des rejets.
La seconde solution est de stocker temporairement ces eaux excédentaires à l'amont du réseau, d'où un effort de construction en région parisienne : on compte en 2011, trois tunnels-réservoirs et huit bassins, ayant ensemble une capacité de 833 200 m3. En y associant les grands émissaires de transport, le réseau peut stocker ponctuellement près de 1 833 000 m3 (soit 1,8 milliard de litres d'eau).
Le tunnel Ivry Masséna (TIMA) est l'ouvrage de gestion des eaux pluviales le plus récent, ainsi que le plus grand réservoir d'eaux pluviales d'Europe : ce tunnel-réservoir creusé en 2004-2009 à 30 mètres sous les 12e et 13e arrondissements de Paris est long de 1,86 kilomètre avec un diamètre de 6,8 mètres, ce qui fait qu'il peut stocker 80 000 m3 d'eau.

### Gestion des eaux usées
La Mairie de Paris s'occupe de la collecte et du transport de ces eaux usées et pluviales sur son territoire, tout comme les différentes intercommunalités dans le reste de l'agglomération.
Ces eaux sont ensuite rejetées dans les émissaires interdépartementaux du SIAAP (Syndicat interdépartemental pour l’assainissement de l’agglomération parisienne) qui gère un réseau de 420 kilomètres (dont, en 2009, 219,5 kilomètres en gestion propre et 215,6 kilomètres en cogestion avec les départements).
L'assainissement des eaux usées est assuré depuis 1970 par le SIAAP. Cet organisme couvre la totalité des départements des Hauts-de-Seine, de la Seine-Saint-Denis, du Val-de-Marne et de Paris, ainsi que 180 communes des autres départements de l’Île-de-France (soit 1 980 km2  peuplés par environ 8,6 millions de Franciliens). Il transporte chaque jour 2,3 millions de m3 en moyenne d'eaux usées (soit 847 millions de m3 par an) et les traite dans cinq usines d'épuration avant de les rejeter dans la Seine. Le SIAAP emploie 1 700 agents, dont 963 fonctionnaires.
| Noms des usines et localités                             | Volumes journaliers moyens en 2009 (en m3) | Volumes annuels en 2009 (en millions de m3) | Commentaires | Carte |
| -------------------------------------------------------- | ------------------------------------------ | ------------------------------------------- | --- | --- |
| Seine Aval à Achères et Saint-Germain-en-Laye (Yvelines) | 1 700 000                                  | 608                                         | Construite en 1940, plus importante usine d'épuration d'Europe et la 2e mondiale. Sa capacité sera limitée à 1 500 000 m3 en 2015 | [[Fichier:Ile-de-France_region_relief_location_map.jpg\|500px\|{{#if:\|{{{alt}}}\|Égouts de Paris est dans la page Île-de-France.]]Seine aval Marne aval Seine amont Seine centre Seine Grésillons Seine Morée |
| Marne aval à Noisy-le-Grand (Seine-Saint-Denis)          | 75 000                                     | 13                                          | Inaugurée en 1976 | [[Fichier:Ile-de-France_region_relief_location_map.jpg\|500px\|{{#if:\|{{{alt}}}\|Égouts de Paris est dans la page Île-de-France.]]Seine aval Marne aval Seine amont Seine centre Seine Grésillons Seine Morée |
| Seine Amont à Valenton (Val-de-Marne)                    | 600 000                                    | 131                                         | Créée en 1987, capacité doublée en 2006-2010                                                                                      | [[Fichier:Ile-de-France_region_relief_location_map.jpg\|500px\|{{#if:\|{{{alt}}}\|Égouts de Paris est dans la page Île-de-France.]]Seine aval Marne aval Seine amont Seine centre Seine Grésillons Seine Morée |
| Seine centre à Colombes (Hauts-de-Seine)                 | 240 000                                    | 68                                          | Créée en 1998 | [[Fichier:Ile-de-France_region_relief_location_map.jpg\|500px\|{{#if:\|{{{alt}}}\|Égouts de Paris est dans la page Île-de-France.]]Seine aval Marne aval Seine amont Seine centre Seine Grésillons Seine Morée |
| Seine Grésillons à Triel-sur-Seine (Yvelines)            | 100 000                                    | 27                                          | Inaugurée en 2008, capacité qui sera portée à 300 000 m3 en 2015                                                                  | [[Fichier:Ile-de-France_region_relief_location_map.jpg\|500px\|{{#if:\|{{{alt}}}\|Égouts de Paris est dans la page Île-de-France.]]Seine aval Marne aval Seine amont Seine centre Seine Grésillons Seine Morée |
| Seine Morée au Blanc-Mesnil (Seine-Saint-Denis)          | 50 000                                     | 0                                           | Inaugurée en 2014 | [[Fichier:Ile-de-France_region_relief_location_map.jpg\|500px\|{{#if:\|{{{alt}}}\|Égouts de Paris est dans la page Île-de-France.]]Seine aval Marne aval Seine amont Seine centre Seine Grésillons Seine Morée |

Usines de prétraitement : Clichy, La Briche et Charenton.

## Les égoutiers

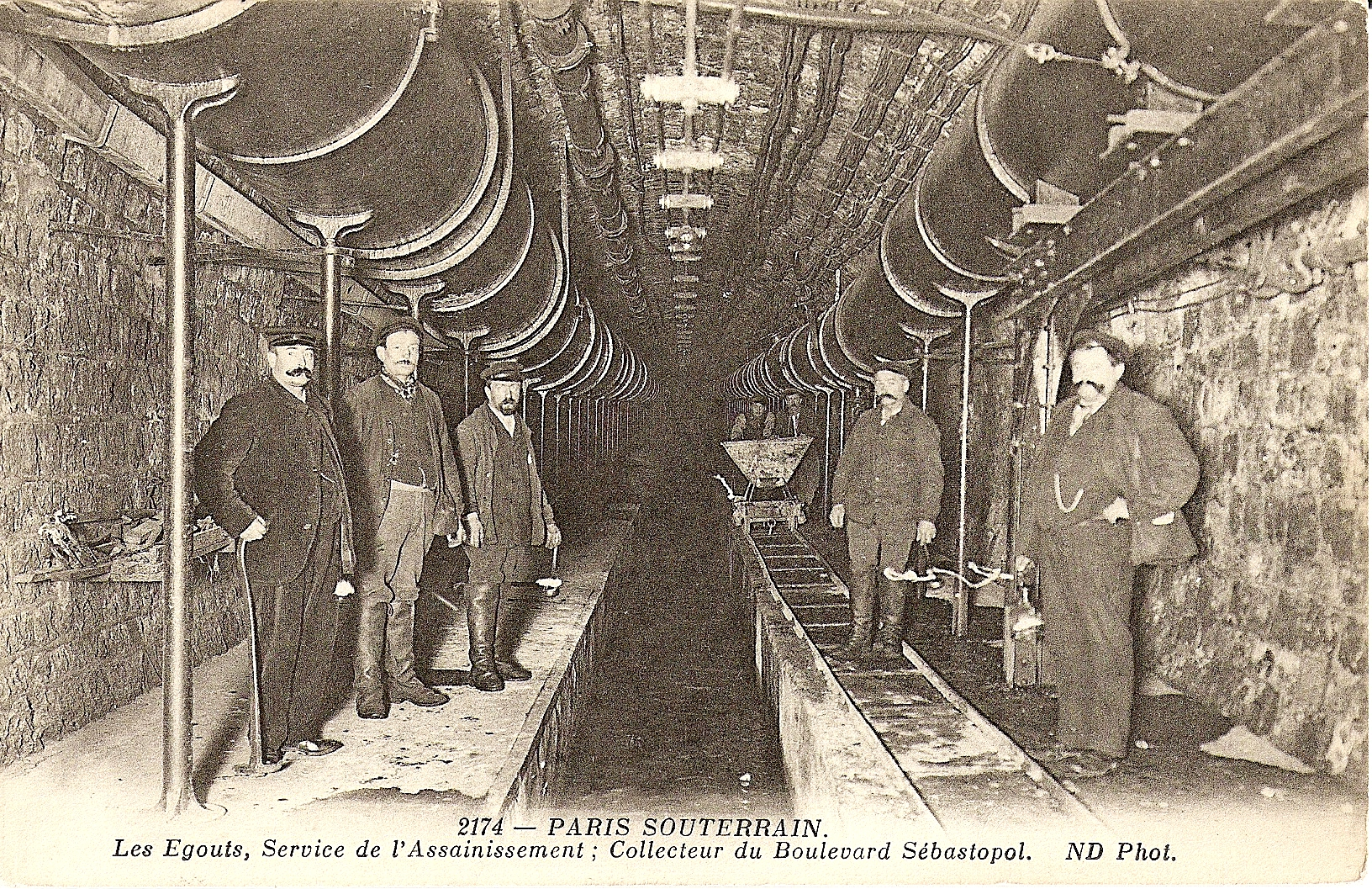
Le collecteur du boulevard de Sébastopol au début du XXe siècle. Les grosses canalisations sont celles de l'eau potable ; on voit la taille imposante de ces ouvrages souterrains, qui permet leur entretien à pied-d'œuvre.

### Nombre
Sous l'Ancien Régime, le réseau n'était pas surveillé et la Ville faisait appel à des entrepreneurs privés pour curer et réparer les égouts uniquement en cas de besoin. Par ailleurs, un arrêt du Parlement de Paris de 1721 stipulait que les propriétaires riverains devaient rembourser le curage des égouts. Avant la réalisation d'un plan au cours des années 1830, leur emplacement était mal connu.
L'entretien resta sous-traité à des entrepreneurs jusqu'à la prise en charge par la Préfecture de la Seine en 1859 et, au cours de la première moitié du XIXe siècle, les égoutiers étaient encore peu nombreux : 26 en 1824, 90 en 1849.
Le nombre d'égoutiers s'accroit rapidement des années 1850 aux années 1880 lors de l'extension du réseau moderne : 276 en 1865, 627 en 1873, 900 en 1885 , 945 et reste constant (en ordre de grandeur) pendant un siècle : 786 dont 108 chefs égoutiers et 678 égoutiers à la fin des années 1970 puis diminue à partir de 1983-1984 par une limitation du recrutement à un nombre restreint de candidats venant d'autres services municipaux jusqu'à environ 300 vers 2010.

### Recrutement
Depuis le Premier Empire et jusqu'à l'avènement d'Haussmann, les égoutiers étaient des fonctionnaires de la Préfecture de Police. Jusqu'aux années 1880, les égoutiers étaient recrutés par les contremaîtres chargés d'une équipe de 11 ou 12 ouvriers qui passaient une visite médicale rigoureuse pour s'assurer de leur parfaite santé à l'embauche. Les égoutiers étaient divisés en deux catégories, les «commissionnés» assurés de travailler tous les jours (250 en 1879) et les auxiliaires appelés en cas de besoin (330 en 1879). Les chefs d'équipe étaient accusés de favoritisme à l'embauche.
Le syndicat des égoutiers, premier syndicat d'employés municipaux créé en août 1887, obtint la modification du système de recrutement qui fut retiré aux contremaîtres, les embauches étant effectuées d'après un numéro d'inscription au bureau des égouts, avec une préférence familiale et la garantie d'un emploi stable.
Le salaire augmenta 2,25 F par jour vers 1840 à 3,75 F vers 1880 (pour des journées de 12 h), 5,60 F vers 1900 (journée de 8 h).
Les égoutiers furent l'une des premières catégories à obtenir le paiement intégral des jours de maladie en 1893 et la journée de 8 heures en 1899.

### Organisation du travail
Au XIXe siècle l'instrument de travail principal était le «rabot », perche de 2 mètres de long à laquelle était accroché un fer à angle droit. Les égoutiers avaient également mis au point un système de barrages par planches de bois en travers des égouts pour évacuer les détritus un effet de chasse lors de la levée des planches. Le sable, provenant des chantiers de construction et de la chaussée où il était épandu pour éviter aux chevaux de glisser, mélangé aux matières organiques engorgeait les égouts. Cette matière enlevée à la pelle et hissée par seaux passés à la chaîne était accumulée en grand tas en surface.
Du milieu du XIXe siècle à la fin des années 1970, les égoutiers étaient répartis en équipes de 5 à 8 hommes chargées chacune de l'entretien et du curage d'un canton correspondant en moyenne au cinquième d'un arrondissement ce qui permettait une bonne surveillance d'un secteur bien connu et laissait une souplesse de gestion du travail quotidien dans un esprit de solidarité et d'hostilité à toute organisation bureaucratique.
Une grève de 1977 fut globalement un échec, le recrutement repris par la Ville ayant été tari et le changement d'organisation ayant fait perdre aux égoutiers leur autonomie dans leur organisation de travail.
Depuis, les égoutiers sont affectés en trois catégories : inspection, chasse et extraction de sable. Ils opèrent sur des secteurs étendus, se déplaçant d'un quartier à l'autre en camionnette, leur activité étant enregistrée informatiquement et pilotée par un ordinateur central.

### Insalubrité
Les égoutiers, exposés à divers dangers tels que ceux liés à la faune (rats, scolopendres, araignées) et depuis le XXe siècle aux produits toxiques, ont en 2010 une espérance de vie inférieure de 17 ans à celle de l'ensemble de la population française et de 7 ans à celle des travailleurs manuels.

## Débouchés

### Valorisation des boues
Les résidus d'épuration plus ou moins pâteux, appelés boues, sont réutilisés.
La dépollution d'un mètre cube d'eau usée entraîne la production en moyenne de 400 grammes de boues constituées d'eau et de matière organique. Trois usages sont utilisés : majoritairement comme engrais, comme combustible (après séchage) ou comme remblai.
L'usage des boues comme engrais se fait soit par épandage sur les champs autour des usines de traitement, soit par la revente de granulés.
| Ouvrages         | Boues extraites | Boues déshydratées évacuées | Épandage | Compostage | Pyrolyse | Cimenterie | Incinération |
| ---------------- | --------------- | --------------------------- | -------- | ---------- | -------- | ---------- | ------------ |
| Seine aval       | 175 904         | 72 247                      | 44 193   | 22 964     | 0        | 0          | 0            |
| Seine amont      | 31 416          | 28 180                      | 2 338    | 10 177     | 7 946    | 7 719      | 0            |
| Seine centre     | 17 045          | 16 447                      | 0        | 0          | 0        | 0          | 16 447       |
| Seine Grésillons | 7 958           | 7 506                       | 0        | 7 254      | 0        | 101        | 151          |
| Marne aval       | 4 028           | 4 015                       | 0        | 3 053      | 0        | 0          | 962          |
| Total            | 236 351         | 128 396                     | 46 531   | 43 448     | 7 946    | 7 820      | 17 560       |

### Récupération d'énergie
Le processus de traitement des eaux peut donner lieu à récupération d'énergie. Directement incinérées dans ce but à Seine Centre et Marne Aval, les boues peuvent également être transformées en granulés combustibles (Seine Grésillons et Seine Amont). Le méthane produit par les bactéries dans les digesteurs de boues est récupéré sous forme de biogaz pour fournir une partie de l'énergie nécessaire au fonctionnement de l'usine Seine Aval. Enfin il est envisagé de méthaniser les boues en mélange avec des déchets organiques dans la future usine Seine Morée.
Dans le cadre de son Plan climat, Paris et la Compagnie parisienne de chauffage urbain (CPCU) expérimentent depuis 2010 la récupération de calories dans les égouts. Les calories seront récupérées au moyen de pompes à chaleur et d'échangeurs thermiques pour être, via les réseaux de chaleur, utilisées pour chauffer des écoles (1re expérience avec le groupe scolaire Wattignies, du 12e arrondissement), piscines, gymnases, bâtiments administratifs, etc. Les circuits seront pour des raisons évidentes d'hygiène totalement sécurisés et étanches. Ce système est déjà utilisé avec succès à Levallois-Perret et Nanterre.

## Autres services

### Musée des égouts de Paris
À Paris, les égouts font partie des attractions touristiques de la capitale. Ils peuvent être visités : un accès est ouvert au public sur la rive gauche de la Seine, au pied du pont de l'Alma. Ce « musée des égouts » accueille près de 95 000 visiteurs par an. Le parcours donne des informations sur l'histoire et le fonctionnement du réseau des égouts parisiens.

### Objets perdus
Il existe un service gratuit de récupération des objets tombés ou perdus dans les bouches d'égouts. Il s'agit de la permanence des égouts qui est joignable au 01 44 75 22 75 (ou via la mairie de Paris au 3975).
Ils réalisent jusqu'à 3 000 interventions par an (récupérations d'objets, caves inondées, odeurs suspectes).

## Évolution de la longueur du réseau
| Dates                | Longueurs du réseau (en km) |
| -------------------- | --------------------------- |
| 1806                 | 23                          |
| 1815                 | 28                          |
| 1825                 | 34                          |
| 1830                 | 45                          |
| 1848                 | 134                         |
| 1852                 | 157                         |
| 1878                 | 600                         |
| fin XIXe             | 1 000                       |
| aujourd'hui[Quand ?] | 2 600                       |

### Les égouts de Paris dans la littérature
- Victor Hugo, Les Misérables, tome 5, livres deuxième et troisième : les égouts anciens en 1862 Les Misérables TV L2 ;
- Umberto Eco, Le Pendule de Foucault ;
- Edgar P. Jacobs, L'Affaire du collier ;
- Lee Goldberg, Mr. Monk is Miserable ;
- Nicolas Lebel, Capitaine Mehrlicht, tome 1.

### Les égouts de Paris au cinéma
- La Grande Vadrouille (1966), un film de Gérard Oury avec Louis de Funès et Bourvil
- Le Trou, 1960, film de Jacques Becker mettant en scène une évasion de la prison de la Santé
- Baisers volés, 1968, film de François Truffaut, scène du transit de la poste pneumatique dans les égouts de la rive droite
- Les Frères Pétard (1986)
- Bon voyage ! (1962)
- Delicatessen (1991), de Jean-Pierre Jeunet, où des égoutiers s'infiltrent dans un immeuble via les égouts.
- Ratatouille (2007), où le rat Rémy arrive dans les égouts de Paris entraîné par le courant d'une rivière (peut-être la Bièvre) dans laquelle il s'est jeté, à la campagne.
- Rush Hour 3 (2007), avec Lee et Carter qui rejoignent Kenji dans les égouts après avoir été jetés du taxi de George et récupérés par les hommes de Kenji. Ensuite Lee et Carter plongent dans les égouts parisiens.
- Hunger Games: la Révolte partie 2 (2014)

### Les égouts de Paris dans les jeux vidéo
- Tomb Raider : L'Ange des ténèbres (2003)
- Onimusha 3: Demon Siege (2003)
- Assassin's Creed Unity (2014)